# HKTA The Yuen Yuen Institute No. 2 Secondary School
HKTA The Yuen Yuen Institute No. 2 Secondary School is een daoïstische middelbare school die gesticht is door Hong Kong Taoist Association in 1988. Het is grotendeels gefinancierd Yuen Yuen Institute. De school ligt in Tai Po District, Hongkong. De school gebruikt het daoïsme om zijn leerlingen te onderwijzen over dagelijks leven.
De huidige schooldirecteur is Lam Kwong-Fai (林廣輝). Hij verving in 2005 de eerste schooldirecteur, Yung Wing-Hon (翁永漢).

## Bekende leerling
- Mable Kong Mei-Fung (鄺美鳳)